# 焦伊布爾哈德沙達爾烏帕齊拉
焦伊布爾哈德沙達爾乌帕齐拉是孟加拉国焦伊布爾哈德縣的一个乌帕齐拉，位於拉傑沙希专区的焦伊布爾哈德縣。。

## 人口
據1991年孟加拉國人口普查，焦伊布爾哈德沙達爾共有戶數45,484戶，人口289058人。其中男性佔比52.18%，女性佔比47.82%；成年人口123,804人。該地7歲以上人口之平均識字率為33.1%，高於全國平均值（32.4%）。